# Goldstar TV
Goldstar TV est une chaîne de télévision allemande.

## Programme
Le programme se compose principalement de musique : volkstümliche Musik et schlager. La chaîne de télévision thématique montre des clips musicaux, émissions présentées et des enregistrements d'événements populaires ainsi que de concerts.

## Histoire
À l'origine, le programme est exploité par GoldStar TV GmbH & Co. KG, qui est actuellement poursuivi par Mainstream Media AG dans le cadre d'un changement de nom en tant que société anonyme. Mainstream Media AG possède alors également Heimatkanal, créée en 1999.
Sa licence de diffusion est attribuée à la chaîne par le Centre d'Etat bavarois pour les nouveaux médias à Munich. La diffusion démarre le 1er mars 2000.
En plus des activités télévisuelles de la société, Radio Goldstar, une chaîne de radio numérique gratuite, est lancée le 3 septembre 2001, mais est arrêtée après seulement un an pour des raisons économiques.
Goldstar TV fait partie des bouquets de programmes de Sky Deutschland jusqu'au 31 octobre 2017. Depuis le 1er novembre 2017, la station est disponible via Waipu.tv, Zattoo et Mobile2Morrow Television.

## Source de la traduction
- (de) Cet article est partiellement ou en totalité issu de l’article de Wikipédia en allemand intitulé « Goldstar TV » (voir la liste des auteurs).